# Aescwine del Wessex
Aescwine o Escwin (... – 676) è stato un re anglosassone del regno di Wessex (regno anglosassone dell'Inghilterra altomedievale) dal 674 fino alla sua morte.
Figlio del precedente re Cenfus, è conosciuto soprattutto per aver combattuto nella battaglia di Bedwin (675) contro Wulfhere di Mercia. E sebbene sia riuscito a respingere le forze merciani, non fu capace di trarre alcun vantaggio da questa vittoria.